# بروتوس (میشیگان)
بروتوس (به انگلیسی: Brutus) یک منطقهٔ مسکونی در ایالات متحده آمریکا است که در شهر مپل ریور واقع شده‌است. بروتوس ۷٫۳ کیلومتر مربع مساحت و ۲۱۸ نفر جمعیت دارد و ۲۰۷ متر بالاتر از سطح دریا واقع شده‌است.